# Prednik
Med prednike štejejo starši (roditelji) osebe, to sta oče in mati osebe, ter predniki staršev (stari starši, prastari starši ...).
Raziskovanje drevesa prednikov je rodoslovje. Dve osebi sta v krvnem sorodstvu, če imata skupnega prednika.
Sorodstvo v ravni črti je sorodstvo med predniki in potomci, sorodstvo v stranski črti pa sorodstvo med potomci, ki izvirajo iz skupnega prednika. Sorodstvo se označuje s črtami/vrstami in koleni/stopnjami.

## Predpone
Zgoraj je prikaz krvnega sorodstva in poimenovanja krvnih sorodstev. Ravna črta je označena z rdečo, stranske črte pa z sivimi črtami. Izhodišče sorodstvene vezi je označeno z modro piko. Iz prikaza je razvidno, da če se premikamo vzporedno z ravno črto stran od izhodišča, poimenovanju dodajamo predpone pra- (s predpono pra- se torej premaknemo za eno generacijo od izhodišča); če pa se premikamo vodoravno stran od izhodišča, dodajamo prepone mrzli-/mali- (s prepono mrzli-/mali- se torej ohranja ista generacija, vendar se skupni prednik oddalji za eno generacijo od izhodišča). Sorodnikom, ki so v isti generaciji kot izhodišče (npr. brat, bratranec, ...), ne moremo dodajati predpone pra-.

## Kolena
Obstajajo različni načini štetja kolen v krvnem sorodstvu.
Eden izmed njih je prikazan na zgornji sliki - višja, ko je oznaka kolena, v bolj oddaljenem sorodstvu sta si, oz. sta genetsko bolj oddaljena.
Drugi način je štetje kolen po zadnjem skupnem predniku - tisti, ki ima enakega očeta, je s teboj v sorodu v 1. kolenu, tisti, ki ima enakega starega očeta v 2. kolenu, itn..